# Skærbækværket
Skærbækværket er et dansk træflisfyret kraftværk ved Skærbæk i Sydjylland. Omlægningen til flisfyring blev iværksat 7. maj 2017, og anlægget anvender ifølge de lokale fjernvarmeværker resttræ fra skovbrug og savværker. Værket producerer elektricitet og fjernvarme. Operatøren, af værket, er Ørsted A/S.
Det var tidligere kombineret gas- og oliekraftværk, og havde da en installeret produktionskapacitet på 392 MW.

## Historie
Skærbækværket var i starten et interessentskab, der blev stiftet i 1945, af kommunerne Kolding, Fredericia, Horsens, Odder, samt nogle selskaber i oplandet, med det formål at levere energi til området. I 1951 indviede selskabet så selve kraftværket; Skærbækværket.
| År   | Ny blok | Brændsel | El-effekt | Fjernvarme |
| ---- | ------- | -------- | --------- | ---------- |
| 1951 |         | Brunkul  | 47 MW     |            |
| 1954 |         |          | 94 MW     |            |
| 1964 | 1       | Kul/HFO  | 120 MW    |            |
| 1971 | 2       | HFO      | 260 MW    |            |
| 1997 | 3       | Gas      | 392 MW    | 440 MJ/s   |
| 2017 | 4       | Træflis  | 100 MW    | 320 MJ/s   |

Anlægget er sidenhen blevet ombygget og flere dele er nu nedlagt. Skærbækværkets Blok 3 blev sat i drift i 1997 til en pris af 2,6 mia kr og leverede samme år en virkningsgrad på 49% ved ren elproduktion. Det var verdensrekord for naturgasfyrede anlæg og anlægget var et af verdens mest effektive kraftværker, med en samlet udnyttelsesgrad på 93%.
Til disse processer blev indtil 2017 årligt ca. 280-310 mio. Nm³ naturgas og ved fuldlast bruges der ca. 76.800 Nm³ i timen, hvilket svarer til 120 tons naturgas i timen.
Tekniske nøgletal for Blok 3;
- Max. elproduktion(netto) 392 MW
- Max. fjernvarmeydelse 444 MJ/s
- Gasforbrug ved fuldlast/time 76.800 Nm³
- Damptryk 290 bar
- Damptemperatur 580 °C

Værket udledte 769.047.320 kg CO2 i 2010 og udledningen var faldet til 521.906.000 kg i 2011.
Værket har forsøgt at omdanne halm til bio-sprit.
I dag er det kun Blok 4, der er aktiv og brændselstypen er hovedsagelig træflis. Olie og naturgas bruges kun til opstart og som reservebrændsel, og hvis værket skal justere produktionen hurtigt.

## Elektricitet og fjernvarmeproduktion
Værket producerer elektricitet til højspændingsnettet og leverer fjernvarme til Trekantområdet. Den grundlæggende proces, er at omdanne energien i træ og naturgas til fjernvarme og elektricitet.
Naturgassen kommer til værket i en rørledning, direkte fra Nordsøen, med et tryk på 65-80 bar. Dette tryk udnyttes til at lave 4 MW elektricitet og det sker med en elektrisk generator, der er tilkoblet en ekspansionsbeholder. Denne proces får trykket til at falde og naturgassen ledes videre ind til kedlens 16 brændere. Forbrændingen skaber meget varmeenergi og det omsættes til damp, der under høj tryk, ledes ind i dampturbinen. Dampen får turbinens skovle til at rotere og den tilkoblede generator producerer selve elektriciteten. Hvis behovet for fjernvarme er større end behovet for elektricitet, kan dampen tages ud på vej gennem turbinen og bruges til fjernvarmeproduktion i fjernvarmevekslerne og hvis behovet er omvendt, kan dampen tages ud og bruges til elproduktion, hvor dampen forlader turbinen efter lavtryksdelen. Dampen kondenseres i kodensatoren, hvor kølevandet er vand hentet fra Kolding Fjord.

## Værkets tekniske data
Værket bruger 550.000 tons flis årligt. Op til 110 tons flis bruges i timen. Konvertering til flis kostede omkring 1,8 mia kr. Værket har et lager på 24.000 ton flis, svarende til 9 døgns forbrug på en vinterdag.
Akkumulatortanken til opbevaring af fjernvarmevandet, er 47,5 m høj og 28,5 m i diameter, og kan rumme ca. 25.000 m³ vand, med en temperatur på op til 120 °C, svarende til 5500 GJ, eller 8 timers forbrug på en vinterdag.

## Andet info
I Kolding Fjord lige ud for værket, har det været et godt sted at fiske efter ørreder, da de søgte ind mod det lune vand, der blev udledt fra værket. Da det kun er temperet vand, der udledes i dag, er denne fordel nu forsvundet.
I 2005/2006 blev der første gang observeret en stationær vandrefalk på Skærbækværket, som havde fast overnatningsplads på den østlige skorsten. Værket satte så, i samarbejde med Dansk Ornitologisk Forening en falkekasse op på Blok 2. Falkekassen har været forladt og bosat flere gange, men så sent som i 2012, er der dukket et falkepar op.
Ved opførelsen af Skærbækværket blev der lukket flere lokale elektricitetsværker, heriblandt Elektricitetsværket, Sct. Jørgens Gade i Kolding.
Poul Gernes har udsmykket dele af Skærbækværket.